# Beegderheide
De Beegderheide is een natuurgebied ten noordwesten van Beegden, ten westen van Horn en ten noorden van Heel.
Het gebied meet 200 ha en bestaat vooral uit naaldbos, heide- en stuifzandrestanten en vennen. Vroeger waren hier uitgestrekte stuifzandcomplexen, wat nog aan het reliëf terug te zien is.
De Beegderheide is een tijd lang verhuurd geweest aan Defensie, die er legeroefeningen hield. Ook heeft men pogingen gedaan een deel van het gebied te ontginnen ten behoeve van de landbouw. De Duitse bezetter heeft plannen gehad om daar een vliegveld aan te leggen, wat echter niet gerealiseerd kon worden. Na de Tweede Wereldoorlog bleek de landbouw hier echter niet meer rendabel.
Vanaf de jaren '90 van de 20e eeuw is men begonnen met natuuronderhoud en -herstel. Een deel van het gebied wordt begraasd door het Kempens schaap.